# Lonnig
Lonnig település Németországban, Rajna-vidék-Pfalz tartományban. Lakosainak száma 1252 fő (2023. december 31.).

## Népesség
A település népességének változása:
| Lakosok száma | 736  | 1206 | 1163 | 1237 | 1259 | 1259 | 1255 | 1252 |
|               | 1975 | 2010 | 2014 | 2017 | 2019 | 2021 | 2022 | 2023 |